# Appunti di viaggio su moda e città
Appunti di viaggio su moda e città (Aufzeichnungen zu Kleidern und Städten) è un film documentario del 1989  commissionato dal Centre Pompidou di Parigi, scritto e diretto da Wim Wenders.

## Trama
Wim Wenders conversa con lo stilista giapponese Yohji Yamamoto sul processo creativo e sul rapporto fra moda e cinema. Si interroga su quali possano essere i metodi di lavoro e le fonti di ispirazione di un designer visionario. Yamamoto riflette sulla bellezza dell'asimmetria, fa osservazioni sartoriali sull'album fotografico di August Sander "Uomini del ventesimo secolo" e prepara ciò che Wenders descrive come il “ montaggio” delle sue sfilate. 

## Produzione
Il film è liberamente incentrato su una serie di interviste con Yamamoto, intervallate da filmati del suo atelier, dei lavori precedenti e del suo spettacolo imminente.

## Ideazione
Lo spunto narrativo è il dono fatto al regista da parte dell'attrice Solveig Dommartin di una giacca e di una camicia disegnate dallo stilista.

## Collocazione
Il film si situa tra produzioni importanti di Wenders come Il cielo sopra Berlino e Fino alla fine del mondo, Così vicino e così lontano e si presenta quasi come una prosecuzione, sei anni dopo, di Tokio-ga. È un film in cui si riconoscono allusioni ad altri film di Wenders: ad esempio c'è un cameo del regista che gioca al biliardo, citazione del primo suo film Estate in città in cui si era ritagliato la parte dell'"amico del biliardo".

## I luoghi
Il film si sposta da Tokio a Parigi, dai laboratori giapponesi al teatro della sfilata parigina. Wenders ritorna a rivisitare il Giappone e ritrova le atmosfere del suo amato maestro Ozu.

## Moda e cinema
Il film è un'indagine sul linguaggio mutevole del cinema di Wenders - la celluloide e l'elettronica - e il linguaggio mutevole della moda di Yamamoto - "il fluido e il solido, il fugace e il permanente, il fuggitivo e lo stabile". 

## Tecnica cinematografica
Wenders ricorre ad un ripetuto uso dello split-screen per creare scarti fra spazio e tempo, per mettere in relazione ambienti diversi: le inquadrature si spezzano e si riavviano; frammenti dettagli si ricompongono in un testo unico "...il regista è come l'artista-sarto (così si definisce Yamamoto) e il film è come un abito da confezionare e consegnare alla visione".

## Distribuzione

### Data di uscita
- Francia: 20 dicembre 1989
- Germania Ovest: 29 marzo 1990
- UK: 8 giugno 1990
- Finlandia: 15 febbraio 1991
- USA: 25 ottobre 1991 (New York)
- Svezia: 25 settembre 1995
- Grecia: 22 novembre 2006 (Thessaloniki International Film Festival)
- Bulgaria: 27 febbraio 2007 (Sofia International Film Festival)